# رقم العمل الموسيقي

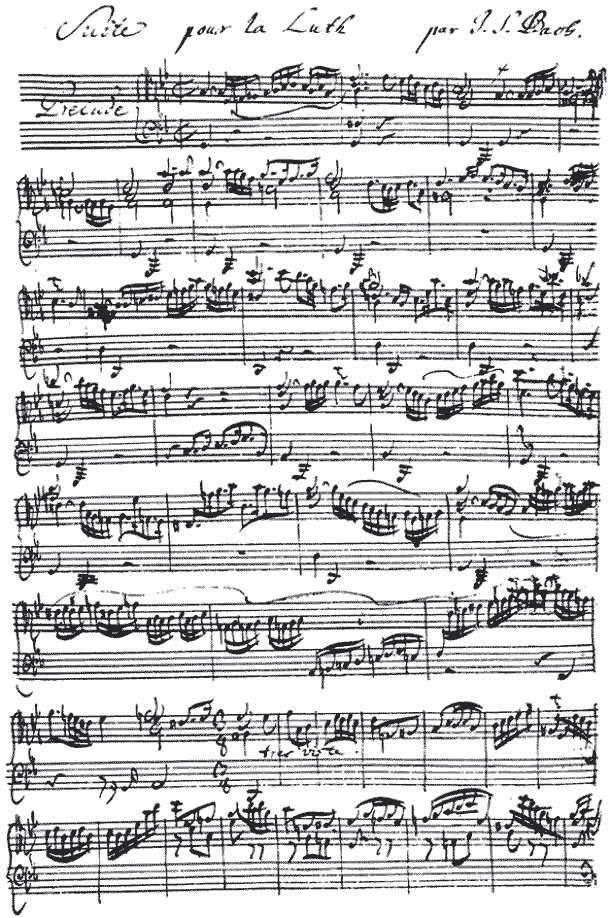

رقم العمل الموسيقي (يرمز له .Op من Opus number) في التأليف الموسيقي هو الرقم الذي يرمز لعمل موسيقي مؤلَّف، أو لمجموعة من المؤلّفات الموسيقية، وذلك للإشارة إلى الترتيب الزمني لإنتاج المؤلف الموسيقي. تستخدم أرقام الأعمال الموسيقية للتمييز بين الأعمال التي تحمل عناوين متشابهة، حيث أنه تاريخياً لم يقم المؤلفون دائماً بإضافة رقم العمل إلى أعمالهم.
من أجل الإشارة إلى المكان المحدد لعمل ما ضمن ألبوم موسيقي، فإن رقم العمل الموسيقي يجاوز مع الرقم الأصلي؛ على سبيل المثال، فإن عمل بيتهوفن سوناتا بيانو رقم 14 في سلم دو مرتفع الصغير، والتي تعرف باسم سوناتا ضوء القمر، فإنه يشار إليه على أنه العمل 27 رقم 2، حيث أن العمل 27 له رقم مرافق هو رقم 1، وهو سوناتا بيانو رقم 13 في سلم مي منخفض الكبير. يلاحظ أن للعملين نفس الرقم 27، حيث أنهما معنونين بنفس العنوان Sonata quasi una Fantasia.

## أمثلة
مجموعة المؤلفات الموسيقية رقم 52

## اقرأ أيضاً
- تأليف موسيقي